# Avalon
 For alternative betydninger, se Avalon (flertydig). (Se også artikler, som begynder med Avalon)
Avalon er en hellig ø i den keltiske mytologi, også omtalt i Arthur-legenden, der beskrives i sagnkredsen om Kong Arthur. Den kaldes også "æblernes ø", "den lykkelige ø" og "glasøen Avalon".
Øen regeres af Afallach, underverdenens gud, og hans ni døtre, hvoraf Modron er den ældste. Modron er den keltiske moder-gudinde. Både Afallach og Avalon er afledt af ordet for æble.
Der kendes også æblehaver fra den græske mytologi, hvor ni muser lever i Hesperidernes have, samt i den nordiske mytologi, hvor Idun vogter ungdommens æbler.
Det siges, at Kong Arthur blev transporteret til Avalon efter sine dødelige legemsskader, påført ham af hans uægte søn og ærkefjende Mordred. Legenden fortæller, at han her blev helbredt, og fik lov til at hvile og bo her for aldrig mere at vende tilbage. Men det siges også, at han en dag vil vende tilbage til os mennesker.
Hans grav skulle efter sigende i virkeligheden ligge ved Glastonbury Abbey (Glastonbury Kloster), og man har endda billeder af det. Nogle mennesker mente nemlig engang, at Glastonbury var selveste Avalon. Arthurs lig blev lagt til hvile i et gravkammer, men dette gravsted blev senere i 1184 ødelagt af en voldsom brand. En rekonstruktion begyndte med det samme, og i 1191 fandt man Kong Arthur og hans Dronning Guineveres grav. Arthurs lig blev begravet i jorden i stedet, og et kors blev rejst, hvorpå der stod: "Hic jacet sepultus inclitus rex Arthurus in insula Avalonia"
("Her ligger den berømte Kong Arthur begravet på øen Avalon").
På et andet skilt står der:
"Site of King Arthur's grave. In the year 1191 the bodies of King Arthur and his queen were said to have been found on the south side of the Lady Chapel. On 19th April 1278 their remains were removed in the presence of King Edward I and Queen Eleanor to a black marble tomb on this site. This tomb survived until the dissolution of the abby in 1539."
("Stedet for Kong Arthurs grav. Det siges, at ligene af Kong Arthur og hans dronning blev fundet i året 1191 på sydsiden af fruekapellet. Den 19. april 1278 blev deres jordiske rester fjernet under overværelse af Kong Edward I og Dronning Eleanor og ført til en sort marmorgrav på dette sted. Denne grav overlevede indtil opløsningen af klosteret i 1539").